# Silke Stokar von Neuforn
Silke Stokar von Neuforn geb. Heesch (* 10. Mai 1953 in Kleinvollstedt) ist eine deutsche Politikerin (Bündnis 90/Die Grünen).

## Leben und Beruf
Silke Stokar von Neuforn beendete 1977 eine Ausbildung zur Groß- und Außenhandelskauffrau und war anschließend bis 1980 als Disponentin tätig. 1983 bestand sie das Abitur an der IGS Roderbruch und begann danach ein Studium der Rechtswissenschaft und der Politikwissenschaft, das sie 1990 ohne Abschluss beendete.
Silke Stokar von Neuforn ist geschieden und hat eine Tochter.

## Politik
Bereits im November 1979 war Silke Stokar Mitbegründerin des Kreisverbands Hannover einer Vorläuferorganisation der Grünen. Sie gehörte 1981 zu den Gründungsmitgliedern der GABL in Hannover und wurde 1982 Mitglied bei den Grünen.
Neuforn gehörte vom 10. Mai 1984 bis 1987 dem Rat der Stadt Hannover, wo sie für Manuel Kiper nach der Hälfte der Ratsperiode nachrückte, an. Dort fungierte sie auch als Vorsitzende bzw. Sprecherin der GABL/DKP-Gruppe beziehungsweise ab 1986 der GABL–Fraktion. Nachdem sie im Jahr 1986 wiedergewählt worden war, unterzeichnete sie den ersten rot–grünen Koalitionsvertrag. Von 1985 bis 1986 war sie stellvertretende Beigeordnete und gehörte von 1986 bis 1987 als Beigeordnete dem Verwaltungsausschuss der Landeshauptstadt Hannover an. Von 1985 bis 1986 saß Silke Stokar in der Jury „Preis für bürgerschaftliche Selbsthilfe“. Ebenfalls gehörte sie von 1986 bis 1987 dem Verein für Freizeitpädagogik und Jugendhilfe Hannover e. V. an.
Von 1990 bis 1994 war sie hauptamtliche Geschäftsführerin des Kreisverbandes Hannover–Stadt der Grünen, nachdem sie zwischen 1989 und 1990 politisch inaktiv war. Von 1992 bis 1994 gehörte sie dem Beirat der Justizvollzugsanstalt und von 1991 bis 1995 der Kammer bei der Wehrbereichsverwaltung III in Hannover an.
Von 1994 bis 2002 war sie Mitglied des Landtags von Niedersachsen, wo sie in dieser Zeit innenpolitische Sprecherin der Landtagsfraktion der Grünen war. Zu ihren Erfolgen zählt sie die Polizeireform. Sie setzte sich aber auch dafür ein im Strafvollzug Haftstrafen bei Bagatelldelikten zu vermeiden. von 1998 bis 2002 war sie Sprecherin der Bundesarbeitsgemeinschaft „Demokratie und Recht“.
2001 kandidierte sie erfolglos für das Amt der Oberbürgermeisterin von Hannover gegen Herbert Schmalstieg, Rita Pawelski und Claudia Winterstein. Die Grünen erreichten 14,3 % der Stimmen.
2002 wurde Stokar auf den dritten Platz der Landesliste der Grünen für die Bundestagswahl 2002 gesetzt. Von 2002 bis 2009 war sie Mitglied des Deutschen Bundestages und hier Sprecherin der Bundestagsfraktion Bündnis 90/Die Grünen für Innenpolitik sowie stellvertretende politische Koordinatorin des Fraktionsarbeitskreises III Innen, Integration, Recht, Rechtsextremismus, Petition, Religion, Frauen. Silke Stokar von Neuforn ist stets über die Landesliste Niedersachsen in den Bundestag eingezogen.
Sie ist offizielle Unterstützerin der Demonstration Freiheit statt Angst. Anlässlich der Wahl des Bundespräsidenten am 23. Mai 2009 erklärte Stokar, sie habe dem Kandidaten der Unionsparteien, der FDP und der Freien Wähler, Horst Köhler und nicht der von ihrer Partei und der SPD unterstützten Kandidatin Gesine Schwan ihre Stimme gegeben, da sie ein mögliches koordiniertes Abstimmungsverhalten ihrer Partei mit der Linken in einem eventuellen dritten Wahlgang habe verhindern wollen. Köhler erreichte bei der Wahl genau die Stimmenanzahl, die er für eine erfolgreiche Wiederwahl bereits im ersten Wahlgang benötigte.
Im Mai 2010 wurde sie als Nachrückerin für den bisherigen Fraktionsvorsitzenden Serdar Saris Mitglied in der Regionalversammlung der Region Hannover. In dieser Versammlung wurde sie finanzpolitische Sprecherin der Grünen. Bei der Wahl im September 2011 wurde sie auf den ersten Listenplatz gesetzt.